# Coelinidea ferruginea
Coelinidea ferruginea är en stekelart som beskrevs av Charles Joseph Gahan 1913. Coelinidea ferruginea ingår i släktet Coelinidea och familjen bracksteklar. Inga underarter finns listade i Catalogue of Life.